# Jordi Costa i Mosella
|  | Aquest article tracta sobre l'empresari barceloní. Vegeu-ne altres significats a «Jordi Costa (desambiguació)». |

Jordi Costa i Mosella (Barcelona, 7 de juny de 1933) és un dirigent del món associatiu català.
Va crear l'empresa Esportiva Aksa, que fabrica motxilles. Ha estat impulsor de l'escoltisme i de les entitats de lleure i formació juvenil, i ha presidit la Fundació Pere Tarrés d'Educació i Esplai. El 1991 fou un dels fundadors de la Fundació Cavall Fort. El 1997 va rebre la Creu de Sant Jordi. Des de 1999 és patró de la Fundació Sardà-Pujadas.

## Obres
- Amb els joves, fent país Generalitat de Catalunya. Departament de Cultura. Secretaria General de Joventut, 1998